# Fuchsmühle (Hohenfels)
Fuchsmühle ist ein Gemeindeteil des Marktes Hohenfels in Landkreis Neumarkt in der Oberpfalz in Bayern.

## Geographische Lage
Die Einöde liegt im oberpfälzischen Jura der Südlichen Frankenalb von Hohenfels aus etwa 1,3 km flussabwärts rechts des Forellenbaches, der in östlicher Richtung der Vils zufließt, auf ca. 380 m ü. NHN.
Die Mühle liegt an der im Tal verlaufenden Staatsstraße 2234. Bei der Mühle zweigt eine Gemeindeverbindungsstraße ab, die zum Hohenfelser Gemeindeteil Schönheim führt.

## Geschichte
Fuchsmühle unterstand dem kurpfälzischen Pflegamt Hohenfels. Im Urbar dieses Amtes von 1494 ist sie als Hadermühle verzeichnet. Im Kartenwerk von Christoph Vogel von ca. 1600 ist das Anwesen ebenfalls als „Hadermuhl“ verzeichnet. Am Ende des Alten Reiches, um 1800, bestand die Fuchsmühle, auch Haadermühl genannt, aus zwei Anwesen, der Mühle selber und einem Widengütl.
Im Königreich Bayern wurde um 1810 der Steuerdistrikt Markstetten gebildet und 1811 zum Landgericht Parsberg (später Landkreis Parsberg) gegeben. Zu diesem gehörten die drei Dörfer Markstetten, Affenricht und Haasla, der Weiler Kleinmittersdorf sowie die Einöden Fuchsmühle, Ammelacker, Ammelhof, Höfla, Friesmühle, Baumühle, Blechmühle, Lauf, Schönheim und Unterwahrberg.
Mit dem zweiten bayerischen Gemeindeedikt von 1818 entstand die Ruralgemeinde Markstetten, der wiederum die Fuchsmühle angehörte. Diese Gemeinde wurde zum 1. Mai 1978 nach Hohenfels eingemeindet. Seitdem ist Fuchsmühle ein Gemeindeteil von Hohenfels.
Die Mühle war eine Getreidemühle. Der Mahlbetrieb wurde 1912 aufgegeben, mit dem Wasserrad aber weiter Strom für den Eigenbedarf und ein benachbartes Anwesen erzeugt. Am 5. Januar 1918 wurde der Müller Michael Wurm von Hamsterern ermordet.
Gebäude- und Einwohnerzahl:
- 1838: 9 „Seelen“, 1 Haus[8]
- 1861: 10 Einwohner, 4 Gebäude[9]
- 1871: 11 Einwohner, 3 Gebäude; Großviehbestand 1873: 2 Pferde, 5 Stück Rindvieh[10]
- 1900: 13 Einwohner, 1Wohngebäude[11]
- 1925: 5 Einwohner, 1Wohngebäude[12]
- 1950: 9 Einwohner, 1 Wohngebäude[13]
- 1987: 7 Einwohner, 1 Wohnhaus, 1 Wohnung[14]

Auch heute ist nur eine Hausnummer vergeben.

## Kirchliche Verhältnisse
Die Einöde gehörte seit jeher zur katholischen Pfarrei St. Ulrich in Hohenfels im Bistum Regensburg. Dorthin gingen die Kinder auch zur Schule.